# Serixia truncata
Serixia truncata là một loài bọ cánh cứng trong họ Cerambycidae.